# БМ-25
БМ-25 је тешки вишецевни бацач ракета конструисан у Совјетском Савезу. Оспособљен је за лансирање ракета калибра 250 mm из 6 лансирних цеви.

## Рзвој
Систем је развијен од стране научно истраживачког института НИИ-88. (који је водио развој совјетског космичког програма) 1953. године.
У употреби се налазио од 1957. до 1970. год.

## Употреба
- СССР, и његове државе наследнице.
- Јемен, поседује још увек одређене количине.